# Tasmanijski cedar
Tasmanijski cedar (lat. Athrotaxis), rod vazdazelenog drveća iz porodice čempresovki, dio reda borolike. Pripadaju mu dvije vrste, obje su endemi sa Tasmanije.
Jedini je rod u potporodici Athrotaxidoideae.
1. Athrotaxis cupressoides D.Don
2. Athrotaxis selaginoides D.Don
3. Athrotaxis ×laxifolia Hook.

## Vanjske poveznice
|  | Zajednički poslužitelj ima još gradiva o temi Athrotaxis |
|  | Wikivrste imaju podatke o taksonu Athrotaxis             |